# Ємельяненко Павло Терентійович
Павло́ Тере́нтійович Ємелья́ненко (* 12 липня 1905, станиця Бобрикова-Петрівська — † 13 листопада 1947, Москва) — український та російський вчений-металознавець радянських часів, знавець трубних справ; доктор технічних наук, професор, 1939 — член-кореспондент АН УРСР, 1941 — професор, 1943 — лауреат Сталінської премії (разом з інженером Н. В. Панюшкіним за розробку вдосконаленої технології виготовлення труб для мінометних стволів).

## Короткий життєпис
1931 року закінчив Дніпропетровський металургічний інститут, залишився там же на проходження аспірантури.
З 1934 року працює викладачем в Дніпропетровському металургійному інституті; 1935 — кандидат наук.
1940 року очолює новостворену кафедру трубопрокатного виробництва, з 1941 року — професор.
В часі нацистсько-радянської війни евакуюється, на Первоуральському новотрубному заводі — працює головним інженером в евакуйованому туди Науково-дослідницькому трубному заводі.
Протягом 1943—1945 років по завданню радянської влади працював в Радянській закупівельній комісії у США.
У 1945—1947 роках завідував лабораторією прокатки труб в Центральному НДІ чорної металургії в Москві.
В радянських джерелах зазначається як один з основоположників теоретичної науки про виробництво труб.

## З творчого доробку
Зробив великий внесок:
- в розвиток теорії косої та пілігримової прокатки,
- безперервного оправленого та неоправленого деформування труб,
- в розробіток режимів деформації на трубопрокатних приладдях — холодне та гаряче волочіння,
- пічного та електричного зварювання.

Його праці:
- «Трубопрокатне та трубозварювальне виробництво — посібник для шкіл та курсів майстрів»,
- «Трубопрокатне виробництво» — Ємельяненко, Борисов Сергій Іванович, Шевченко Олександр Андрійович,
- «Теорія косої та пілігримової прокатки» — вийшла друком 1949 року.